# Saint-Just-de-Bretenières
Pour les articles homonymes, voir Saint-Just.
Saint-Just-de-Bretenières  est une municipalité dans la municipalité régionale de comté de Montmagny au Québec (Canada), située dans la région administrative de Chaudière-Appalaches. Elle est située tout au sud de la région magnymontoise.

## Toponymie
Son toponyme a une origine multiple. La dénomination « Saint-Just » fait ainsi référence à plusieurs martyrs : Juste d'Alcala, un enfant de 13 ans martyrisé en Espagne en 304, saint Just, un évêque de Lyon au IVe siècle (c'est le saint chrétien vénéré par les catholiques et les orthodoxes et fêté le 2 septembre) et saint Just de Bretenières, un prêtre missionnaire français né à Chalon-sur-Saône (où la paroisse du centre ville porte son nom) et martyrisé en Corée en 1866. Cette dernière référence est due à un ajout opéré par un archevêque de Québec, le cardinal Louis-Nazaire Bégin. D'ailleurs, l’appellation « Bretenières », évoque aussi un petit village français, Bretenière, qui abrite le château familial de ce prêtre missionnaire. En 1991, la Commission de toponymie du Québec change Saint-Juste-de-Bretenières en Saint-Just-de-Bretenières en faisant disparaître le « e » de Saint-Juste.
Bien que le nom officiel soit Saint-Just-de-Bretenières depuis 1991, il est parfois encore orthographié Saint-Juste ou encore écrit Bretonnière au lieu de Bretenières.

## Géographie

### Géographie physique
La municipalité est située à environ 60 kilomètres au sud de Montmagny et 60 kilomètres au nord-est de Saint-Georges. D'une superficie de 132,35 km2, la municipalité partage ses frontières avec l'État du Maine ainsi que les municipalités de Saint-Camille-de-Lellis à l'ouest, Saint-Magloire au nord-ouest, Saint-Fabien-de-Panet au nord et de Lac-Frontière au nord-est.

#### Hydrographie
Le territoire de Saint-Just-de-Bretenières est drainé par la rivière Daaquam et ne fait donc pas partie du bassin versant du fleuve Saint-Laurent mais bien de celui du fleuve Saint-Jean. Plusieurs ruisseaux serpentent le territoire ici et là. Une partie de la municipalité est recouverte de tourbières, l'une pouvant être visitée, faisant partie du parc régional des Appalaches, alors qu'une autre fait partie de la réserve écologique internationale Thomas-Sterry-Hunt, une aire protégée.

#### Flore
Saint-Just-de-Bretenières étant située dans la forêt mixte, on y retrouve des feuillus ainsi que des conifères. Le couvert forestier, qui représente 85 % du territoire, est dominé par l'érable à sucre, l'érable rouge, le bouleau jaune, le bouleau à papier ainsi que le peuplier faux-tremble pour les feuillus. Parmi les conifères nous retrouvons le sapin baumier, l'épinette noire, le thuya occidental, le mélèze laricin et le pin blanc d'Amérique.
Dans les tourbières, nous retrouvons la sarracénie pourpre, qui est la fleur emblème de la municipalité, ainsi qu'une plante très rare la xyris des montagnes. Dans les bois, ce sont des plants de trillium qui pousse en grande quantité.

#### Faune
La municipalité abrite de nombreux mammifères communs du Québec sur son territoire comme l'orignal, le cerf de Virginie, le castor, la marmotte commune, l'écureuil roux et le tamia rayé.
Dans les ruisseaux nous retrouvons principalement de l'omble de fontaine (truite mouchetée), de la barbotte brune et de la carpe commune. Du maskinongé peut être pêché dans la rivière Daaquam.

#### Environnement
Une partie de la municipalité fut incendiée par un feu de forêt dans les années 1920, il est donc difficile de trouver des forêts plus vieilles, bien que des spécimens atteignent parfois 200-300 ans. La Réserve écologique internationale Thomas-Sterry-Hunt protège une tourbière situé sur le sud du territoire tandis que le parc régional des Appalaches permet de visiter une tourbière à pied ou à vélo.

### Municipalités limitrophes

#### Transport
Le seul moyen de se déplacer sur de longues distances est l'automobile. Bien que le chemin de fer ait été important pour le développement de la municipalité, plus aucun train n'y passe depuis quelques années et l'ancienne gare de Daaquam a été démolie il y a déjà près de 20 ans. La gare la plus proche est donc celle de Montmagny située 60 kilomètres plus au nord, et l'aéroport le plus proche est lui aussi à Montmagny.
Les principales routes d'accès de Saint-Just sont les routes 204 et 283. La rue des Moulins assure quant à elle un lien avec le Maine et est principalement utilisé par des camionneurs.

#### Morphologie urbaine
La municipalité de Saint-Just-de-Bretenières s'est développé autour de deux noyaux urbains, le village de Saint-Just ainsi que le village de Daaquam. Le hameau de Daaquam-Nord est situé à l'intersection des routes 204 et 283 et des rangs Sainte-Anne et Saint-Isidore.
La municipalité compte aussi deux lieux-dits : le premier, appelé Beauchamp, est situé à l'intersection de la route du Couvent et du rang Saint-Isidore, et le deuxième nommé Le Petit-Maine est situé dans le rang Sainte-Marie, lequel est d'ailleurs surnommé le rang du Petit-Maine.
Saint-Just compte deux principaux secteur industriels, celui de Daaquam qui compte l'entreprise Bois Daaquam ainsi que ses filiales alors que le parc industriel de la rue des Moulins compte lui aussi des entreprises œuvrant dans le domaine forestier : Les Produits forestiers Becesco, Parquets Dubeau et Scierie Arbotek.

## Histoire

### Chronologie
- 27 mai 1918 : Érection de la municipalité de Saint-Fabien-de-Panet-Partie-Sud-Ouest.
- 3 décembre 1919 : La municipalité prend le nom de Saint-Juste-de-Bretenières.
- 18 juillet 1987 : La municipalité de Saint-Juste-de-Bretenières devient la municipalité de Saint-Just-de-Bretenières.
- 2016 : La municipalité souligne le centième anniversaire de sa création. Un livre   relatant son histoire est publié. Des  festivités  ont lieu durant l'année et se culmine durant la période du 28 au 31 juillet 2016.

### Les origines
C’est en 1915 que les premiers colons s’installent sur les terres de Saint-Just-de-Bretenières, un territoire très boisé situé juste à la frontière américaine (et alors appelé municipalité de Saint-Fabien-de-Panet-Partie-Sud-Ouest). D'ailleurs, deux postes de douanes, celui de Saint-Just-de-Bretenières et l'autre de Daaquam (aujourd'hui fermé), sont alors construits sur la frontière des deux États. La même année, la ligne de chemin de fer du Québec Central Railway traverse cet espace et une scierie est érigée à Daaquam. La naissance de la municipalité de Saint-Just-de-Bretenières, fondée en 1916, est donc directement liée à l'exploitation du bois.

### Le développement d'une municipalité «forestière»
L'importante industrie forestière explique également la poursuite du développement de Saint-Just-de-Bretenières. Pourtant, de terribles incendies frappent les lieux, notamment dans les années 1920 (moulin de « Price Brothers », feux de forêt). De plus, à la même époque, la crise économique frappe. Mais la reconstruction s'opère constamment au fil des décennies. Dans les années 1940, les services sont encouragés : ouverture d'un couvent, fondation de la Caisse, reconstruction, pour la seconde fois de l'église, installation de l'électricité et éclairage des rues. Les années 1950, elles, sont marquées par une forte reprise économique (ouverture de chantiers du côté américain, construction de moulins). En 1957, une des plus importantes scieries du Québec, Bois Daaquam, est fondée dans la municipalité par Paul-Omer Blais qui avait acheté le moulin à scie de Léonce L'Heureux après son décès. Ces années se poursuivent par une nette amélioration des services : en 1964, le service de protection contre les incendies est consolidé, un bureau de poste ouvre en 1967 ainsi qu'une école secondaire en 1968. Depuis les années 1970 et jusqu'à nos jours, la municipalité continue de développer et de dispenser ces services à la population : salle communautaire, réseau d'aqueduc et d'égouts (Village et Daaquam, en 2001), trottoirs, terrains de sport... En 2006, une nouvelle caserne de pompiers est construite. De même, l'environnement est mis en valeur afin de séduire les visiteurs, notamment dans le secteur de la rivière Daaquam (parc et aire de pique-nique, sentiers pédestres et pistes cyclables).

### Quelques faits divers récents
- Dans la fin de semaine débutant le vendredi 24 avril 1970, la rivière Daaquam sort de son lit et fait des dégâts de plus de 100 000 $ et endommage trois scieries et met au chômage près de 135 personnes temporairement. Les scieries touchées sont celles de la Guimond Lumber, Rodrigue Lumber et Les entreprises Saint-Just Ltée[5]
- Le 12 août 2007, une tornade de force F0 détruit un toit et déplace une maison mobile situés rue Rachelle, déracine une cinquantaine d'arbres et fait voler plusieurs pièces de bois située Bois Daaquam.
- Le 21 avril 2008, à 2h30, une inondation record sur la rivière Daaquam fait pour 250 000 $ de dommages et dépasse de 4 pieds le terrain des chalets de la Pourvoirie Daaquam. Une intervention d'urgence des pompiers de Saint-Just-de-Bretenières et de Sainte-Lucie-de-Beauregard est effectuée pour libérer 75 chiens de traîneaux piégés. Ralentis par le courant et les embâcles, ils ne peuvent éviter la mort de 19 animaux.
- Le 21 mars 2012, la rivière Daaquam est encore une fois prise dans une embâcle et 16 personnes de la pourvoirie Daaquam ont dû être évacuées par zodiac.

## Démographie
| 1921  | 1931 | 1941 | 1951 | 1956  | 1961  | 1966  | 1971  | 1976  |
| ----- | ---- | ---- | ---- | ----- | ----- | ----- | ----- | ----- |
| 1 254 | 827  | 846  | 849  | 1 042 | 1 085 | 1 115 | 1 111 | 1 016 |

| 1981  | 1986  | 1991 | 1996 | 2001 | 2006 | 2011 | 2016 | 2021 |
| ----- | ----- | ---- | ---- | ---- | ---- | ---- | ---- | ---- |
| 1 001 | 1 009 | 846  | 881  | 829  | 794  | 709  | 668  | 639  |

## Administration
Les élections municipales se font en bloc pour le maire et les six conseillers.
| Saint-Just-de-Bretenières Maires depuis 2005                                                                         |                |         |          |
| Élection | Maire          | Qualité | Résultat |
| 2005 | Réal Bolduc    |         | Voir     |
| 2009 | Réal Bolduc    | Voir    |          |
| 2013 | Réal Bolduc    | Voir    |          |
| 2017 | Donald Gilbert |         | Voir     |
| 2021 | Donald Gilbert | Voir    |          |
| Élection partielle en italique Depuis 2005, les élections sont simultanées dans toutes les municipalités québécoises |                |         |          |

## Éducation
L'école primaire de Saint-Just accueille les jeunes de la première à la sixième année provenant de Saint-Just ainsi que d'une partie du Lac-Frontière. Quant aux jeunes du secondaire ils doivent se rendre à Saint-Paul-de-Montminy où les cours de Secondaire 1 à 5 sont donnés.

## Santé
La municipalité ne dispose d'aucun service de santé. Le CLSC le plus proche est situé dans le village voisin de Saint-Fabien-de-Panet alors que l'hôpital est la plus proche est l'Hôtel-Dieu de Montmagny.

## Autres services publics
La municipalité de Saint-Just entretient un réseau d'aqueduc situé à Saint-Just et deux réseaux d’égouts situé dans les deux secteurs urbains. Une brigade de pompiers volontaires existe depuis les années 1960 et se compose d'une quinzaine de pompiers. La brigade est propriétaire de deux camions d'incendie acquis en 2007 et en 2013, d'un poste de commandement mobile acquis en 2002, d'un traîneau de sauvetage ainsi que d'un canot pneumatique.

### Parcs et sports
La municipalité possède dans le village un parc, le parc Normand-Chabot, où on peut pratiquer le tennis, la pétanque et le shuffleboard. Le parc-école offre quant à lui un jardin d'enfants, un petit terrain de soccer, un terrain de baseball ainsi qu'une patinoire durant la saison hivernale. Un petit parc est aussi situé sur les rives de la rivière Shidgel à l'ouest du village. Environ 15 kilomètres de piste cyclable existe sur le territoire tous situé dans les tourbières, un autre sentier du parc régional des Appalaches traverse le territoire des tourbières jusqu'à la limite nord. Deux parcs sont en construction, l'un situé à Daaquam à l'intersection de la rue Rachelle et de la route 204, ainsi qu'un autre devant l'église.

## Religion
Saint-Just-de-Bretenières est le siège d'une paroisse catholique du diocèse de Dijon.
Cette paroisse dépend plus particulièrement du doyenné « Plaine de Saône », qui, outre Saint-Just-de-Bretenières, comprend les paroisses de : Auxonne, Brazey-en-Plaine, Genlis, Saint-Jean-de-Losne et Seurre.
La commune possède deux églises :
- l'une située dans le village qui est catholique ;
- l'autre à l'ouest, qui est de confession chrétienne évangélique et qui est construite en bois rond.

L'église catholique actuelle date de 1944 et est la troisième située sur le même site, les deux autres ayant brûlé.

## Héraldique
Les armoiries contiennent plusieurs éléments : une colombe représente l'Esprit Saint, un trait épais marque la frontière américano-canadienne, une ligne sinueuse montre la rivière Daaquam, la voie ferrée rappelle cette importante voie de développement, une roue évoque les premiers pionniers, un arbre (conifère) désigne la principale ressource et une scie, la principale industrie. Cet emblème est supporté par des feuilles d'érable, arbre symbole du Canada.
Par ailleurs, la sarracénie pourpre est l'emblème floral de la municipalité.

## Personnalités liées à la municipalité
- Alfred Plourde, (décès en 1965) - ancien député de Kamouraska entre 1948 et 1962, copropriétaire de la scierie Plourde et Frères inc. qui fut en opération sur le territoire Saint-Justois.
- Gérard Gosselin, (né en 1945) - ancien député péquiste de Sherbrooke entre 1976 et 1981.
- Jeanne Duval, (née en 1921) - syndicaliste et féministe
- Laurent Noël, (1920-2022) - professeur au séminaire de Québec (1948-1950 et 1957-1961), évêque auxiliaire de Québec (1963-1974), administrateur apostolique du diocèse de Baie-Comeau (1974-1975) puis évêque de Trois-Rivières (1975-1996).